# Affaire Johannes Rivoire
Pour des articles plus généraux, voir Abus sexuels dans la congrégation des Oblats de Marie-Immaculée et Abus sexuels sur mineurs dans l'Église catholique au Canada.
L'affaire Johannes Rivoire concerne le prêtre franco-canadien Johannes Rivoire (ou Joannes Rivoire) missionnaire des Oblats de Marie-Immaculée (OMI). À partir de 1991, il est accusé d'agressions sexuelles sur des mineurs de la communauté Inuit au Canada. L'évêque du diocèse de Churchill-Baie d'Hudson, Reynald Rouleau, ne prévient pas la justice. En 1993 Johannes Rivoire se réfugie en France, où il est accueilli par les OMI, et échappe ainsi aux poursuites judiciaires. 
En mars 2022, le leader de l'Inuit Tapiriit Kanatami, Natan Obed (en), demande au pape François d'intervenir personnellement auprès du prêtre pour que celui-ci accepte de revenir au Canada pour répondre à ces accusations. À la suite d'une nouvelle plainte, la justice canadienne émet un nouveau mandat d'arrêt contre Johannes Rivoire, puis demande à la France de l'extrader, ce qu'elle refuse. En septembre 2022, les OMI engagent une procédure de renvoi canonique du prêtre.

## Historique
Johannes Rivoire (1930-2024), alors âgé de 30 ans et missionnaire des Oblats de Marie-Immaculée, s'installe en 1960, à Chesterfield Inlet,, dans l'actuel Nunavut, au Canada : « À l'époque, nos études nous menaient soit en Afrique, soit dans le Grand Nord canadien, où j'ai préféré partir,. »
Entre 1960 et 1992, Johannes Rivoire est responsable de trois paroisses à Igloolik, Naujaat et Arviat, du diocèse de Churchill-Baie d'Hudson. Pendant cette période trois évêques s'y succèdent, ils sont également membres des Oblats de Marie-Immaculée. À partir de 1991, une victime alléguée indique avoir subi des agressions sexuelles de la part de Johannes Rivoire. En 1992 de nouvelles victimes se signalent, pour des agressions dans les territoires d'Arviat, de Rankin Inlet et de Naujaat, auprès de Reynald Rouleau, membre des Oblats de Marie-Immaculée et évêque du diocèse de Churchill-Baie d'Hudson. L'évêque décide de ne pas prévenir la justice canadienne,. Marius Tungilik, affirme avoir été agressé par Johannes Rivoire à l'âge de 12 ans en 1970, mais c'est uniquement en 1993 qu'il porte plainte. Johannes Rivoire quitte le territoire canadien en 1993, sans avoir été interrogé par la police, pour, selon lui, rejoindre en France ses parents souffrants.

### Réfugié en France
De 1993 à 2015, Johannes Rivoire vit dans le sanctuaire Notre-Dame-des-Lumières dans le sud-est de la France une propriété des OMI, où il « fait principalement du jardinage ». Quand le sanctuaire ferme, il rejoint dans une maison de retraite des OMI à Strasbourg,,.
En 1998, la Gendarmerie royale du Canada (GRC) émet un mandat d'arrêt pour des agressions sexuelles sur des mineurs de la communauté Inuit qui auraient été commises dans les années 1960 et 1970 au Nunavut,. Les allégations d'agressions sexuelles concernent au moins deux jeunes filles. Une victime alléguée du prêtre Rivoire témoigne : « La première fois, en 1974, j'avais 6 ans, il me caressait et se masturbait en même temps. Il me menaçait de l'enfer si je parlais. »
Les accusations sont suspendues en 2017. En effet, les autorités canadiennes considèrent que la France n'extradera pas un de ses ressortissants qui est franco-canadien au moments des faits allégués,. 
En juillet 2021, la députée Mumilaaq Qaqqaq du Nouveau Parti démocratique demande la désignation d'un procureur spécial pour enquêter sur les crimes commis contre les peuples autochtones afin de connaître l'entière vérité sur ces agressions. Elle cite le cas du prêtre Johannes Rivoire, retraité en France sans avoir pu être jugé au Canada.
Pour sa part Aluki Kotierk (en) affirme que « le manque de respect continu du Canada envers les Inuits qui tentent depuis des décennies de demander justice dans cette affaire doit cesser. » Par ailleurs, elle conteste l'engagement d'avocats, par les Oblats de Marie-Immaculée, pour soustraire Johannes Rivoire à la justice.
En décembre 2021, lors d'un entretien avec une journaliste du Monde dans un Ehpad à Lyon où il vit, Johannes Rivoire conteste ces allégations d'agressions sexuelles. Toutefois il reconnaît avoir eu des relations avec une femme majeure : « Un soir, elle est venue à la mission et a agité une poignée de préservatifs sous mon nez en me demandant si je savais à quoi ça servait, je lui ai montré que oui. » Quand on lui demande s'il n'a rien à se reprocher, il répond un sourire aux lèvres : « Qui n'a rien à se reprocher ? Nous sommes tous des pécheurs. Ma vie est bientôt finie, je me prépare à passer de l'autre côté. Je suis en paix avec Dieu qui, je l'espère, m'offrira le paradis. »
En mars 2022, le leader de l'Inuit Tapiriit Kanatami, Natan Obed (en), a été reçu par le pape François. Il a sollicité son intervention afin que le prêtre français Johannes Rivoire soit enfin jugé. L'évêque canadien William Terrence McGrattan a abondé dans ce sens en indiquant que « l'Église doit prendre ses responsabilités pour toute situation d'abus sexuel. » De même, Natan Obed s'est entretenu avec Louis Lougen, supérieur général des missionnaires Oblats de Marie-Immaculée. Ce dernier lui a indiqué qu'il avait personnellement contacté Johannes Rivoire afin de lui ordonner de retourner au Canada. Le prêtre a refusé de quitter la France. Néanmoins Louis Lougen s'est engagé de travailler de concert avec la communauté inuit afin de faire juger Johannes Rivoire.
Par ailleurs, le 29 mars, la justice canadienne a émis un autre mandat d'arrêt contre Johannes Rivoire à la suite d'une nouvelle plainte d'agression sexuelle en septembre 2021, pour des faits survenus il y a environ 47 ans,. En août, le Canada demande à la France son extradition.
En septembre 2022, une délégation d'Inuits se déplace en France pour obtenir l'extradition de Johannes Rivoire. Le ministère français de la Justice indique qu'il refuse cette extradition car « conformément à sa tradition constitutionnelle, la France n'extrade pas ses ressortissants nationaux ». Toutefois, la France reste ouverte à une coopération judiciaire avec la Canada pour ouvrir une enquête, sous réserve que les autorités canadiennes dénoncent les faits et que la prescription de ces derniers ne soit pas effective.
Pour sa part, Vincent Gruber, supérieur des Oblats de Marie-Immaculée pour la France, annonce qu'il a engagé une procédure de renvoi canonique du prêtre qui refuse de se présenter devant la justice canadienne. Cependant, Vincent Gruber ne sait pas pourquoi les OMI n'ont pas agi plus tôt. Par ailleurs, Johannes Rivoire accepte de rencontrer la délégation inuite au siège des oblats de Marie-Immaculée, à Lyon. Il affirme n'avoir rien à se reprocher mais refuse toujours de se présenter devant la justice, au Canada. L'avocate Nadia Debbache indique, au nom de la délégation d'Inuits, vouloir déposer une plainte contre les Oblats de Marie-Immaculée : « Cette congrégation a apporté aide et assistance à une personne qui faisait l'objet de poursuites pour des actes criminels. Nous allons déposer plainte pour recel de criminel, pour que toute la lumière soit faite sur l'aide dont le père Rivoire a bénéficié dans sa fuite »,.
La demande d'extradition est refusée par la France en octobre 2022, parce que la loi française interdit l'extradition de ses propres citoyens et pour des raisons de prescription qui empêchent le père d'être poursuivi en France.
En janvier 2023, des militants de l'association BeBrave France manifestent devant l'EHPAD Saint François d'Assise dans le quartier de La Croix-Rousse à Lyon, où réside Johannes Rivoire. Ils demandent l'extradition du prêtre vers le Canada. En mars 2023, des membres de l'association BeBrave France sont reçus à l'Élysée par le conseiller justice d'Emmanuel Macron. À l'issue de l'entretien, l'association doit réécrire au garde des Sceaux, « sur le conseil » de leur interlocuteur.
En décembre 2023, Justin Trudeau écrit au pape François pour « l'encourager à collaborer à la résolution de cette affaire ».
Le 27 février 2024, les Oblats de Marie-Immaculée indiquent qu'ils ne renverront pas Johannes Rivoire de la congrégation, notamment à cause de sa « santé déclinante », précisant également qu'ils ont ainsi « avoir épuisé toutes les ressources canoniques à disposition pour le contraindre à se présenter devant la cour ». Arif Virani, ministre de la Justice canadien, indique demander une notice rouge à Interpol pour pouvoir arrêter Rivoire s'il quitte le territoire français.
Le 20 mars 2024, les Oblats de Marie-Immaculée publient un « mandat d'enquête-vérité-réconciliation », réalisé par le juge de paix canadien à la retraite André Denis. En synthèse, le juge Denis estime que Rivoire s'est rendu coupable d'agression sexuelle sur six enfants, et que les OMI n'ont appris qu'en 2013 qu'il était recherché par la justice canadienne,.

### Mort
Le 11 avril 2024, l'ordre des Oblats de Marie-Immaculée annoncent la mort de Johannes Rivoire des suites d'une longue maladie,. Le révérend Thorson commente dans un communiqué à ce sujet: «Nous reconnaissons que cette nouvelle sera difficile à recevoir pour beaucoup, en particulier pour les survivants et leurs familles qui ont plaidé pour qu'il soit traduit en justice au Canada».